# Nemesis (album, Grip Inc.)
Nemesis je druhé studiové album americké groove metalové kapely Grip Inc. vydané roku 1997 hudebním nakladatelstvím SPV GmbH. Bylo nahráno ve studiu Woodhouse Studios v německém Hagenu. Bezprostředně po nahrání alba kapelu opustil baskytarista Jason Viebrooks. Ke skladbě Rusty Nail vznikl videoklip.
V roce 2001 Steamhammer vydalo reedici (box set) nazvanou 2 Originals of Grip Inc. (Power of Inner Strength + Nemesis), která zároveň s touto deskou obsahovala i album Power of Inner Strength.

## Seznam skladeb
1. "Pathetic Liar" - 3:03
2. "Portrait of Henry" - 1:28
3. "Empress (Of Rancor)" - 3:35
4. "Descending Darkness" - 2:00
5. "War Between One" - 2:16
6. "Scream at the Sky" - 4:46
7. "Silent Stranger" - 2:54
8. "The Summoning" - 4:27
9. "Rusty Nail" - 3:24
10. "Myth or Man" - 3:44
11. "Code of Silence" - 6:02

## Význam skladeb
Zpěvák Gus Chambers okomentoval v rozhovoru jednotlivé skladby:
- Pathetic Liar – někdy na přelomu let 1995 a 1996 procházela kapela vnitřní krizí, její členové měli problémy s vydavatelskou firmou, manažerem, financemi a navzájem se hádali. Po překonání krize se stali skutečnou kapelou, ne jednorázovým projektem. Skladba je o lidech z okolí, kteří neváhají lhát, aby se dostali k penězům a slávě.
- Portrait of Henry – krátká skladba o sériovém vrahovi Henrym Lee Lucasovi. Vznikl o něm i film Henry: Portrét masového vraha.
- Empress (Of Rancor) – de facto milostné vyznání ve zlém podání jedné ženě, která pro Chamberse v minulosti hodně znamenala. Přirovnal ji k pavoukovi snovačka jedovatá zvanému černá vdova, jehož samička po páření samce zabije.
- Descending Darkness – skladba o životních pastech, izolaci a osamělosti, o pocitu marnosti a beznaděje.
- War Between One – píseň proti drogám.
- Scream at the Sky – pojednává o mimozemských civilizacích, vyjádření přesvědčení o existenci mimozemského života.
- Silent Stranger – skladba o ilegálních emigrantech, kteří prchají ze své země před hladem, válkou, bídou a prožívají v nové zemi strach z toho, že budou deportováni zpět. Jejich situace je složitá, šance na nový lepší život nevysoká.
- The Summoning – osobní záležitost Guse Chamberse, skladba o jeho duši.
- Rusty Nail – o lidech snažících se o manipulaci jiných. Setkání s nimi je jako šlápnutí na rezavý hřebík.
- Myth or Man – vychází z televizního dokumentu o oblasti v USA, kde místní lidé věřili na duchy, čarodějnice a na různé jiné nadpřirozené jevy. Docházelo zde k rituálním vraždám mladých lidí. Obviněný z vražd sváděl své činy na nadpřirozené síly.
- Code of Silence – trest za něco, co jsi nespáchal, může se ti přihodit kdekoli na světě.

## Sestava
- Gus Chambers – vokály
- Waldemar Sorychta – kytara, klávesy
- Dave Lombardo – bicí, perkuse
- Jason Viebrooks – baskytara